# Mysidia etheldreda
Mysidia etheldreda är en insektsart som beskrevs av Broomfield 1985. Mysidia etheldreda ingår i släktet Mysidia och familjen Derbidae. Inga underarter finns listade i Catalogue of Life.